# Pegomya devia
Pegomya devia är en tvåvingeart som först beskrevs av Cova Garcia 1964.  Pegomya devia ingår i släktet Pegomya och familjen blomsterflugor.
Artens utbredningsområde är Venezuela. Inga underarter finns listade i Catalogue of Life.